# Xysticus crispabilis
Xysticus crispabilis is een spinnensoort uit de familie van de krabspinnen (Thomisidae).
De wetenschappelijke naam van de soort werd in 1996 gepubliceerd door Da-Xiang Song & Z.L. Gao.